# 2007년 한화 이글스 시즌
2007년 한화 이글스 시즌은 한화 이글스가 KBO 리그에 참가한 14번째 시즌으로, 빙그레 이글스 시절까지 합하면 22번째 시즌이다. 김인식 감독이 팀을 이끈 3번째 시즌이며, 정민철이 주장을 맡았다. 팀은 8팀 중 정규시즌 3위에 오르며 3년 연속으로 포스트시즌에 진출했다. 이후 준플레이오프에서 삼성 라이온즈를 상대로 2승 1패를 거두며 플레이오프에 진출했지만 플레이오프에서 두산 베어스에게 3전 3패로 스윕을 당하며 최종 3위로 시즌을 마무리했다.

## 코치
- 유지훤, 우경하, 강석천, 한용덕, 지연규, 이상군, 장종훈

## 타이틀
- 일구상 재기선수상: 정민철
- 제일화재 프로야구대상 최고투수상: 류현진
- 스포츠서울 올해의 재기상: 정민철
- 준플레이오프 MVP: 류현진
- 올스타전 홈런레이스 우승: 김태균
- 올스타 선발: 류현진 (투수), 김태균 (1루수), 김민재 (유격수), 이범호 (3루수), 크루즈 (외야수)
- 올스타전 추천선수: 정민철, 안영명
- 프로야구 올드스타: 이상군, 장종훈
- OSEN 선정 방출 선수 라인업: 조성민 (2선발), 김해님(1중계), 백재호 (2루수)
- 연봉으로 본 올스타: 구대성 (투수)
- 출장(타자): 이범호 (126)
- 출장(야수): 이범호 (126)
- 완투: 류현진 (6)
- 탈삼진: 류현진 (178)
- 득점권타율: 고동진 (0.387)
- 경기 당 투구 수: 류현진 (111.6)
- 도루 저지: 신경현 (43)

### 퓨처스리그
- 퓨처스 올스타: 김혁민, 정범모, 전현태, 연경흠
- 남부리그 3루타: 전현태 (4)
- 남부리그 완투: 김백만, 송창식 (1)
- 완봉: 김백만 (1)
- 남부리그 세이브: 안영진 (8)
- 남부리그 홀드: 임재청 (7)
- 평균자책점: 김백만 (1.85)

## 선수단
- 선발투수 : 류현진, 정민철, 문동환, 세드릭, 조성민, 김혁민, 송창식
- 구원투수 : 안영명, 최영필, 양훈, 유원상, 정민혁, 송진우, 윤규진, 서민욱, 마정길, 김경선, 윤근영
- 마무리투수 : 권준헌, 구대성, 김해님
- 포수 : 신경현, 심광호, 정범모
- 1루수 : 김태균
- 2루수 : 한상훈, 백재호, 백승룡
- 유격수 : 김민재, 송광민
- 3루수 : 이범호, 전현태
- 좌익수 : 이영우, 연경흠
- 중견수 : 조원우, 김수연, 김동영
- 우익수 : 크루즈, 고동진, 김인철, 정희상
- 지명타자 : 김태완, 서정, 김강, 이도형

## 여담
- 시즌 전 해외파 특별 드래프트에서 가장 후순위를 배정받은 탓에 유일하게 아무도 지명하지 못했다. 다만 이로 인해 이후 2012 시즌을 앞두고 메이저리그에서 KBO 리그로 온 박찬호를 영입할 수 있게 되었다.
- 5월 2일부터 6일까지 문동환, 세드릭, 정민철, 류현진, 최영필이 차례로 선발 등판하여 선발투수 5연승을 기록했는데, 이후 2025년이 되어서야 구단에서 이 기록이 다시 나욌다.
- 크루즈는 수비 WAR -1.84로 KBO 리그 역대 외국인 외야수 단일 시즌 최저 기록을 세웠다.
- 구대성은 KBO 포스트시즌 사상 최초로 통산 10세이브 투수가 되었다.
- 송진우는 KBO 포스트시즌 사상 최초로 통산 100피안타를 기록한 투수가 되었다.
- 송진우는 KBO 리그 사상 40대 투수 단일 포스트시즌 최다 실점, 최다 자책점 기록을 세웠다.
- 송진우는 KBO 리그 40대 투수 최초로 포스트시즌에서 고의4구를 허용했다.
- KIA 타이거즈와의 정규 시즌 최종전은 계속된 우천 취소 탓에 결국 한국시리즈 종료 후에 열렸다.
- 세드릭은 이 시즌을 끝으로 KBO 리그를 떠나 KBO 리그 외국인 투수 통산 포스트시즌 최다 고의4구 허용(2) 기록을 세웠다.
- 김인철은 이 시즌을 끝으로 은퇴하여, KBO 리그 역대 주포지션이 타자였던 선수 중 통산 최다 등판(114), 최다 선발등판(51), 최다 구원등판(63), 최다 마무리등판(37), 최다 승(15), 최다 선발 승(10), 최다 패(22), 최다 이닝(369.2), 최다 타자 상대(1655), 최다 피안타(348), 최다 피홈런(31), 최다 볼넷 허용(229), 최다 사구 허용(38), 최다 인플레이타구 허용(1142), 최다 탈삼진(181), 최다 보크(3), 최다 폭투(26), 최다 실점(219), 최다 자책점(189), 최고 선발WAR(2.73) 기록을 세웠다. 이는 김인철이 선수 생활 초반에는 투수로 뛰다가 타자로 전향했기 때문이다.